# چشم‌پوشی بزرگ مردانه

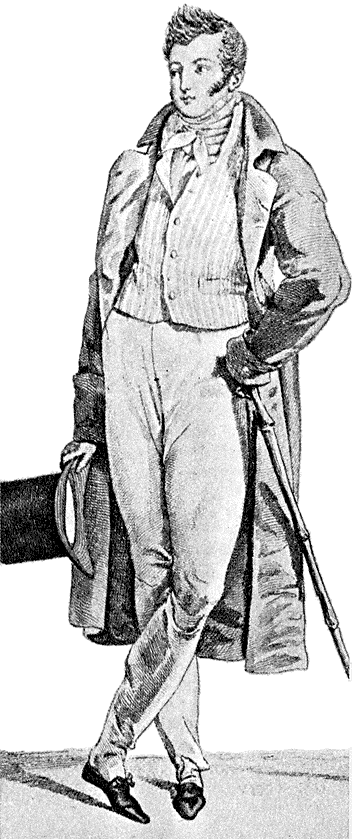
چشم‌پوشی بزرگ مردانه

چشم‌پوشی بزرگ مردانه (به انگلیسی: Great Male Renunciation) پدیده‌ای تاریخی در پایان قرن ۱۸ است که در آن مردان استفاده از فرم‌های درخشان یا پر زرق‌وبرق در لباس خود را متوقف کردند که این گونه تزئینات مختص به لباس زنانه باقی ماند. در سال ۱۹۳۰ جان فلوگل، روانکاو، این واژه را به کار برد. این اتفاق به عنوان یک نقطه عطف مهم در تاریخ لباس بود که در آن مردان از حق خود به زیبایی و تزئینات چشم‌پوشی کردند. این چشم‌پوشی بزرگ تشویقی به ایجاد انحصار کت شلوار در مد لباس مردانه در آغاز قرن نوزدهم بود.
جنبش مد با جمهوری‌خواهی در ایالات متحده آمریکا همراه بود بنجامین فرانکلین در طی انقلاب کلاه گیس خود کنار گذاشت و بعد از آن در ۱۸۴۰ در طی سخن‌رانی معروف به قاشق طلایی، مارتین ون بیورن را محکوم کرد.